# (7734) Kaltenegger
(7734) Kaltenegger – planetoida z pasa głównego asteroid okrążająca Słońce w ciągu 3 lat i 234 dni w średniej odległości 2,37 j.a. Została odkryta 25 czerwca 1979 roku w Siding Spring Observatory w Australii przez Eleanor Helin i Schelte Busa. Nazwa planetoidy pochodzi od Lisy Kaltenegger (ur. 1977), naukowca pracującego w Harvard-Smithsonian Center for Astrophysics. Przed nadaniem nazwy planetoida nosiła oznaczenie tymczasowe (7734) 1979 MZ6.